# Đường ống

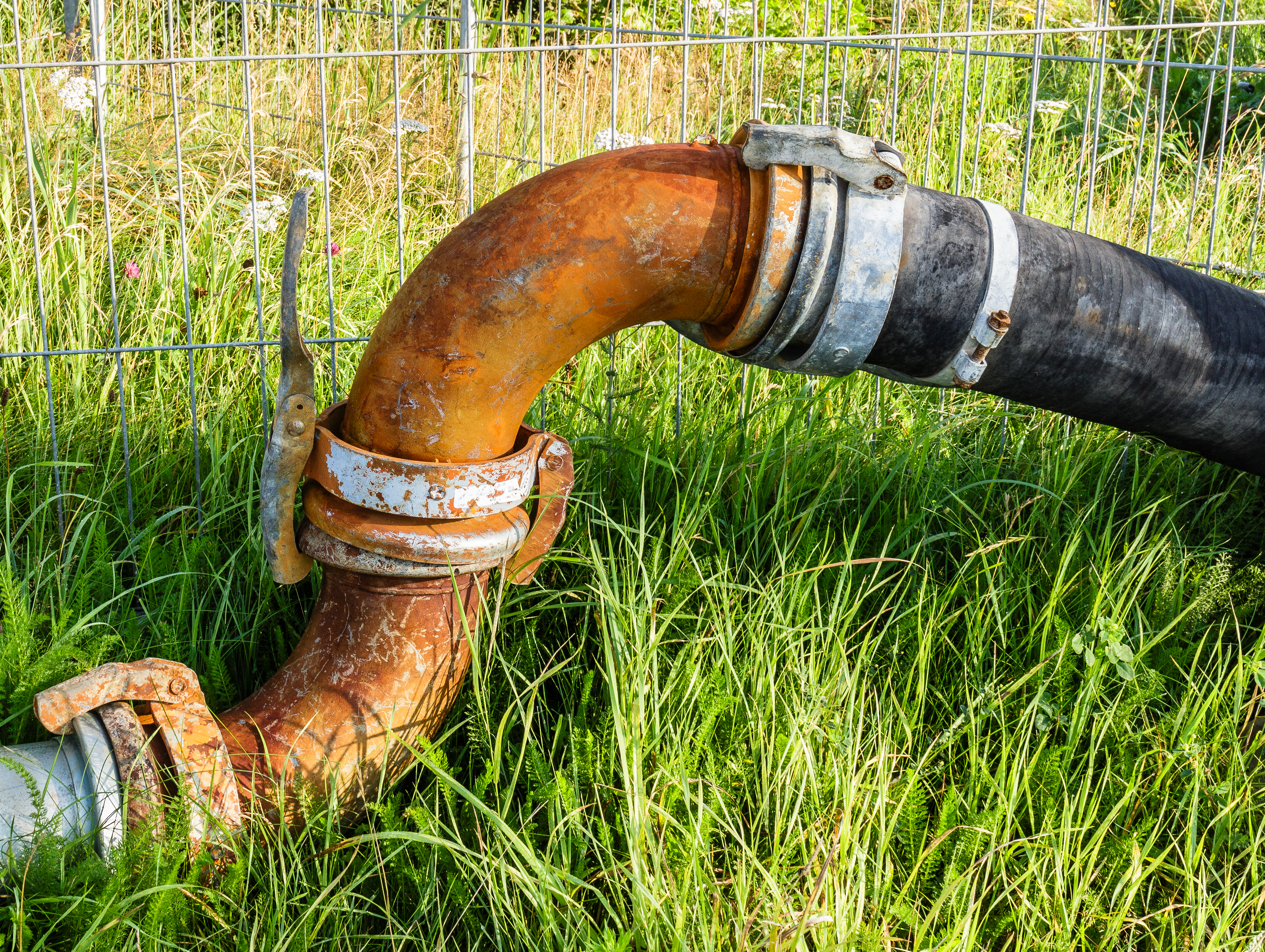
Một điểm nối ở đường ống

Đường ống (Pipeline) là một hệ thống kết cấu dạng ống để vận chuyển chất lỏng hoặc khí trong một quãng đường dài, thường là đến một khu vực thị trường để tiêu thụ. Dữ liệu mới nhất từ năm 2014 đưa ra tổng số ít hơn một chút so với 2.175.000 km đường ống tại 120 quốc gia trên toàn thế giới. Về tổng số đường ống thì Hoa Kỳ hiện chiếm 65%, Nga chiếm 8% và Canada chiếm 3%, do đó 76% tổng số đường ống đều nằm ở ba quốc gia này. Nguyên nhân chính gây ô nhiễm từ đường ống là do hệ quả của sự ăn mòn và rò rỉ. Số liệu khảo sát trên toàn thế giới cho thấy có 118.623km đường ống đang được quy hoạch và đang được xây dựng. Trong số đó, 88.976km nằm trong khuôn khổ các dự án trong giai đoạn quy hoạch và thiết kế, có tổng số 29.647 km phản ánh các đường ống trong các giai đoạn xây dựng khác nhau. Quy mô thị trường xây dựng đường ống dẫn dầu và khí đốt đã tăng trưởng mạnh mẽ trước cuộc suy thoái kinh tế năm 2008. Sau khi bị chững lại vào năm 2009, nhu cầu mở rộng và nâng cấp đường ống đã tăng lên vào năm sau khi sản lượng năng lượng tăng. Đến năm 2012, gần 32.000 dặm (51500 km) đường ống Bắc Mỹ đã được lên kế hoạch hoặc đang được xây dựng.

## Sử dụng

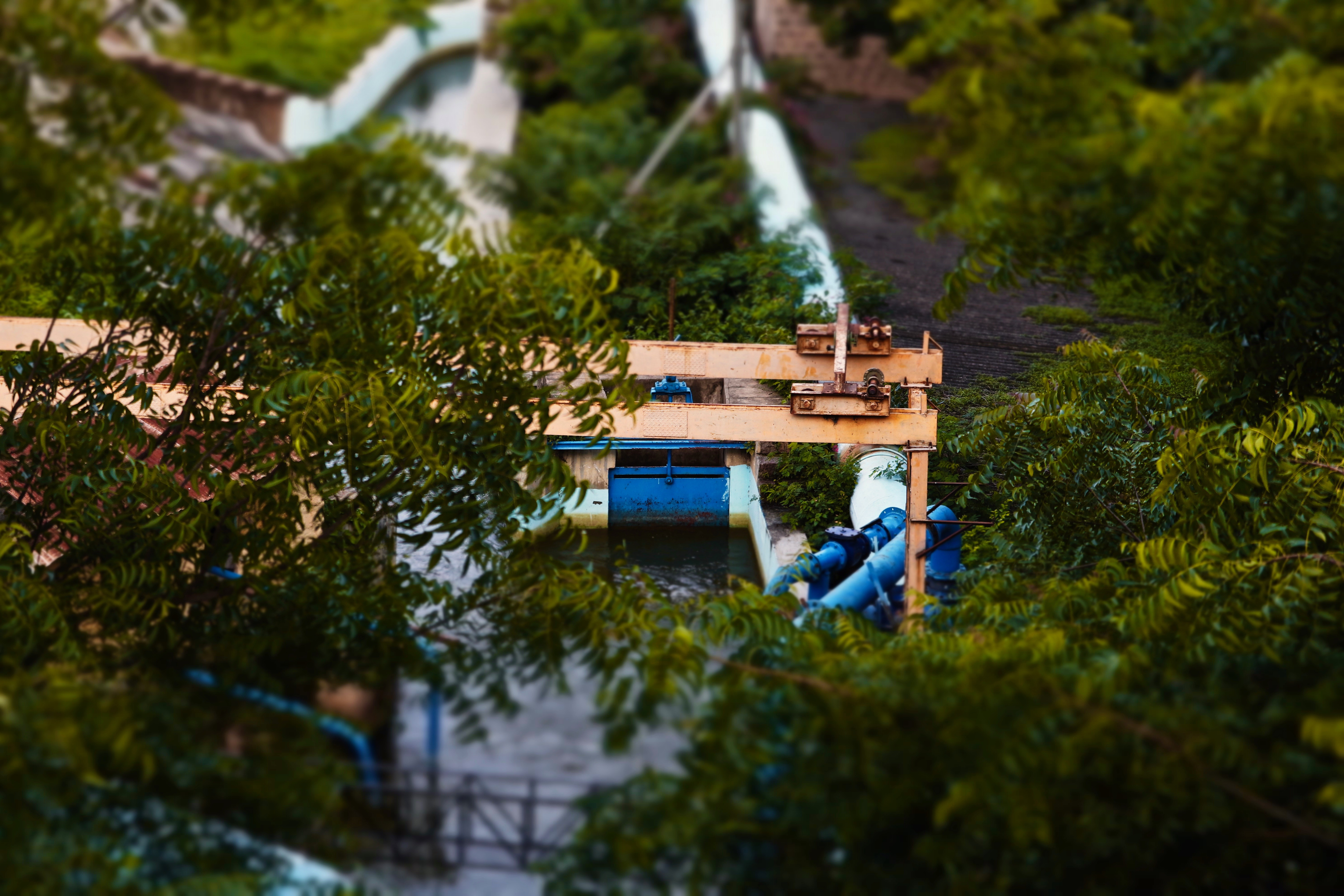
Một hệ thống đường ống nước nhìn từ trên cao

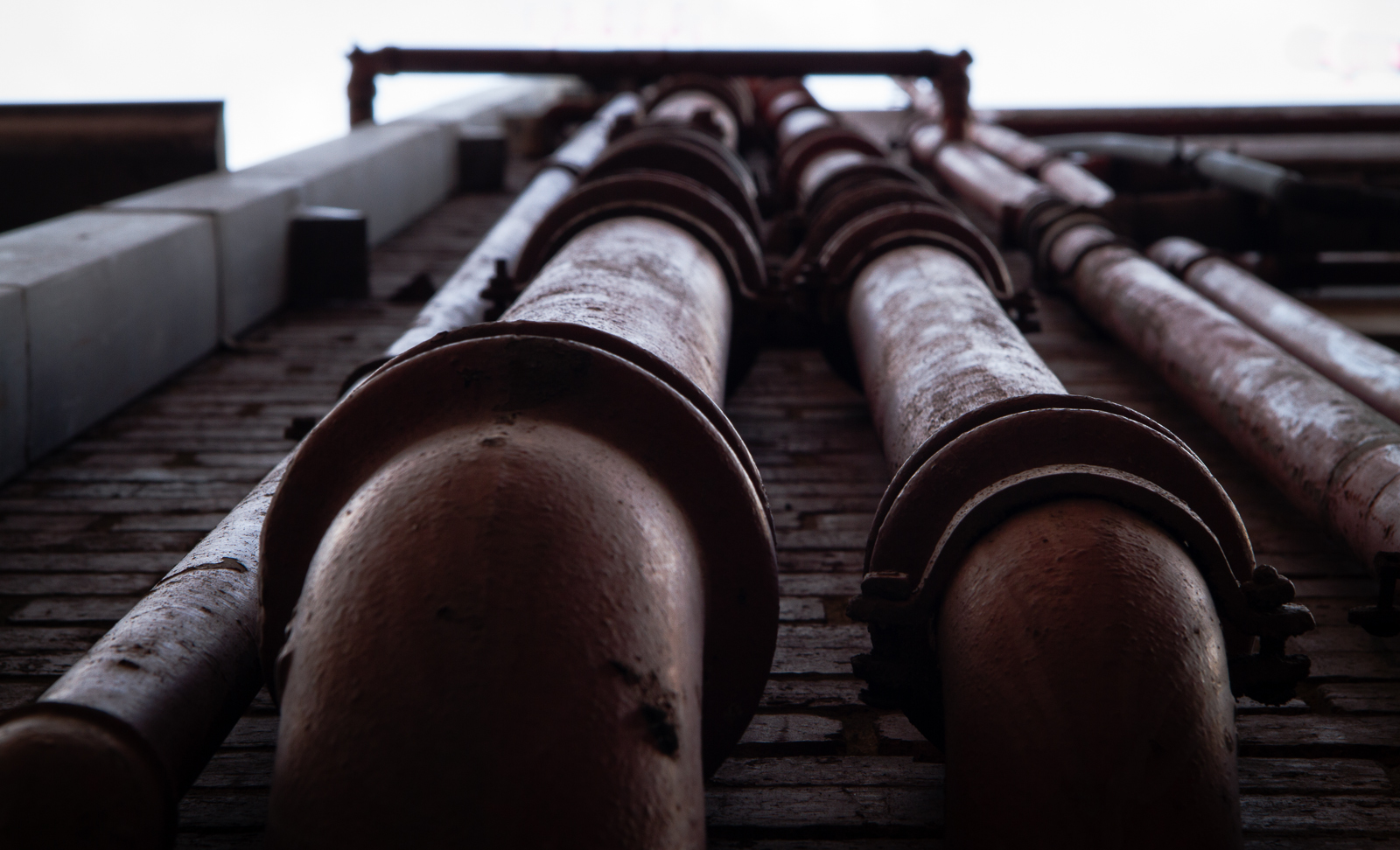
Cận cảnh một hệ thống đường ống

Các đường ống được thiết kế xây dựng, lắp đặt để vận chuyển dầu thô và dầu tinh chế, nhiên liệu – chẳng hạn như dầu, khí đốt tự nhiên và nhiên liệu sinh học và các chất lỏng khác bao gồm nước thải, bùn, nước, bia, nước nóng hoặc hơi nước cho những khoảng cách ngắn hơn và thậm chí cả các hệ thống ống khí nén cho phép tạo ra áp suất hút để làm việc hữu ích và vận chuyển các vật thể rắn. Chất lỏng và khí được vận chuyển trong đường ống, và bất kỳ chất ổn định về mặt hóa học nào cũng có thể được gửi qua đường ống. Chẵng hạn như từ năm 1978 đến năm 1994, một đường ống dẫn sữa dài 15 km chạy giữa đảo Ameland của Hà Lan và Holwerd trên đất liền, trong đó có 8 km nằm bên dưới Biển Wadden mà mỗi ngày, có 30.000 lít sữa tươi được sản xuất trên đảo được vận chuyển để chế biến trên đất liền, năm 1994, đường ống đã bị bỏ hoang. Tại Hoa Kỳ có tới 70% lượng dầu thô và các sản phẩm dầu mỏ được vận chuyển bằng đường ống (23% bằng tàu biển, 4% bằng xe tải và 3% bằng đường sắt). Tại Canada, đối với khí đốt tự nhiên và các sản phẩm dầu mỏ, 97% được vận chuyển bằng đường ống.
Đường ống hữu ích để vận chuyển nước phục vụ cho nhu cầu dùng nước uống hoặc tưới tiêu trên những khoảng cách xa khi cần phải di chuyển qua đồi, hoặc nơi kênh hoặc kênh là những lựa chọn kém do cân nhắc đến bốc hơi, ô nhiễm hoặc tác động đến môi trường. Đường ống dẫn dầu được làm từ thép hoặc ống nhựa thường được chôn dưới đất. Dầu được di chuyển qua đường ống bằng các trạm bơm dọc theo đường ống. Khí tự nhiên (và các nhiên liệu khí tương tự) được nén thành chất lỏng được gọi là chất lỏng khí tự nhiên (NGL). Đường ống dẫn khí đốt tự nhiên được xây dựng bằng thép cacbon. Vận chuyển đường ống hydro là vận chuyển hydro qua đường ống. Đường ống là một trong những cách vận chuyển vật liệu an toàn nhất so với đường bộ hoặc đường sắt, và do đó trong chiến tranh, đường ống thường là mục tiêu của các cuộc tấn công quân sự vì trong chiến tranh, đường ống thường là mục tiêu của các cuộc tấn công quân sự, vì việc phá hủy đường ống có thể gây gián đoạn nghiêm trọng hậu cần của đối phương. Vào ngày 26 tháng 9 năm 2022, một một loạt vụ nổ và rò rỉ khí đốt lớn sau đó đã xảy ra trên đường ống Nord Stream 1 và Nord Stream 2 của Nga chạy đến châu Âu từ Nga dưới Biển Baltic, người ta tin rằng các vụ rò rỉ là do một hành động phá hoại gây ra.